# 柴田吉太郎
柴田 吉太郎（しばた きちたろう、1922年12月18日 - 2004年8月7日）は、日本の映画監督、脚本家である。

## 人物・来歴
1922年（大正11年）12月18日、北海道に生まれる。
1942年（昭和17年）、早稲田大学専門部を卒業する。1944年（昭和19年）、東宝撮影所（現在の東宝スタジオ）に入社、中川信夫らに師事した。
第二次世界大戦後、1947年（昭和22年）、新東宝の設立に参加、引き続き中川や清水宏らの助監督を務めた。
1961年（昭和36年）、新東宝が倒産する。同社のプロデューサーだった佐川滉が設立した佐川プロダクションが製作し、新東宝の配給部門を分社化して設立された大宝が配給した映画『黒と赤の花びら』で、1962年（昭和37年）、40歳で監督としてデビューした。新東宝の製作部門はニッポン・アートフィルム・カンパニー（NAC）として分社化され、テレビ映画の製作を開始し、同年、柴田は、テレビ映画シリーズ『柔道一代』を監督した。1964年（昭和39年）、新東宝は国際放映に改組され、CACを吸収合併した。柴田は引き続き、国際放映でテレビ映画、とくに「ケンちゃんシリーズ」を手がけた。
1982年（昭和57年）、『チャコとケンちゃん』の放映終了とともに「ケンちゃんシリーズ」も終了、柴田も60歳を迎え、引退している。
2004年（平成16年）8月7日、肝臓がんのため、東京都調布市の自宅で死去した。満81歳没。

## フィルモグラフィ

### 助監督
- 『もぐら横丁』 : 監督清水宏、1953年
- 『番場の忠太郎』 : 監督中川信夫、1955年
- 『金語楼の雷社長』 : 監督毛利正樹、1956年
- 『鋼鉄の巨人 怪星人の魔城』 : 監督石井輝男、1957年
- 『鋼鉄の巨人 地球滅亡寸前』 : 監督石井輝男、1957年
- 『スーパージャイアンツ 人工衛星と人類の破滅』 : 監督石井輝男、1957年
- 『スーパージャイアンツ 宇宙艇と人工衛星の激突』 : 監督石井輝男、1958年
- 『黒線地帯』 : 監督石井輝男、1960年
- 『恋愛ズバリ講座 第三話 好色』 : 監督石井輝男、1961年 - 脚本
- 『「粘土のお面」より かあちゃん』 : 監督中川信夫、1961年

### 監督
- 『黒と赤の花びら』 : 佐川プロダクション / 大宝、1962年
- 『柔道一代』 : テレビ映画、CAC / TBS、1962年
- 『愛の自画像』 : テレビ映画、国際放映 / 朝日放送、1966年 - 1967年
- 『すし屋のケンちゃん』 : テレビ映画、国際放映 / TBS、1971年 - 1972年
- 『ケーキ屋ケンちゃん』 : テレビ映画、国際放映 / TBS、1972年 - 1973年
- 『おもちゃ屋ケンちゃん』 : テレビ映画、国際放映 / TBS、1973年 - 1974年
- 『フルーツケンちゃん』 : テレビ映画、国際放映 / TBS、1976年 - 1977年
- 『なかよしケンちゃん』 : テレビ映画、国際放映 / TBS、1981年 - 1982年
- 『チャコとケンちゃん』 : テレビ映画、国際放映 / TBS、1982年

## 註
1. 1 2 3 4  柴田吉太郎、日本映画監督協会、2009年9月18日閲覧。
2. 1 2  柴田吉太郎氏（映画監督）が肝臓がんのため死去、日刊スポーツ、2004年8月7日付記事、2009年9月18日閲覧。